# Cinema Olimpia
El Cinema Olimpia fou un cinema de Manresa (Bages) i és un edifici protegit com a bé cultural d'interès local.

## Història
Es va inaugurar el 8 juliol de 1927 i era propietat de l'empresari Serramalera i, en un primer moment, va tenir el nom de Pathé-cinema, amb un aforament de 1.374 butaques.
Una forta competència amb dos espais escènics de la ciutat inaugurats aquell mateix any, el Teatre Kursaal i el Modern Palace, va fer engegar campanyes publicitàries potents que inclogueren diorames i homes anunci pels carrers. Era un dels dos cinemes de Manresa que feien més sessions durant la setmana, projectant cada dia excepte els divendres.
La sessió començava a les quatre de la tarda en sessió contínua. Primer es projectava la pel·lícula base, considerada la més bona, i després la segona seguida del NO-DO. Les sessions acabaven a quarts d'una de la matinada. Les sessions contínues, que es feien els dimecres i dijous, eren més barates i s'anomenaven ‘programa de duro’ (cinc pessetes, 0,03 € de l'actualitat).Eren entrades no numerades, molt populars i sempre s'ocupava tot l'aforament. Es permetia l'entrada i sortida en qualsevol moment de la projecció.
El Cinema Olympia va tancar el 1984 i a partir de llavors l'edifici s'ha destinat a usos comercials.

## Descripció
Edifici de planta rectangular, de planta baixa i pis de doble alçada. Composició unitària. Les façanes són de composició clàssica, ordenades simètricament, amb cinc obertures per planta, organitzades segons cinc eixos verticals: tres centrals amb portal en planta baixa i balcó amb balustres al pis principal, corresponent a l'amfiteatre. Es remata a la part superior amb una cornisa, barana massissa i cartela central flanquejada per grosses volutes. La coberta és a dues aigües, de teula plana. A la planta baixa es desenvolupa el vestíbul i platea (en desnivell), amb l'escenari al fons. Un bon tros de l'escenari i la sala ocupen el pati interior de l'illa. La part alta de l'edifici està ocupada per l'amfiteatre, suportada per pilars de fosa, i el foyeur.
Com a elements decoratius destaquen els elements clàssics que ornamenten la façana, com ara el fris de la cambra d'aire, les baranes dels balcons, el remat de la cornisa. La fusteria és original. Hi ha uns tiradors ben treballats a la planta baixa.